# Grenville M. Dodge

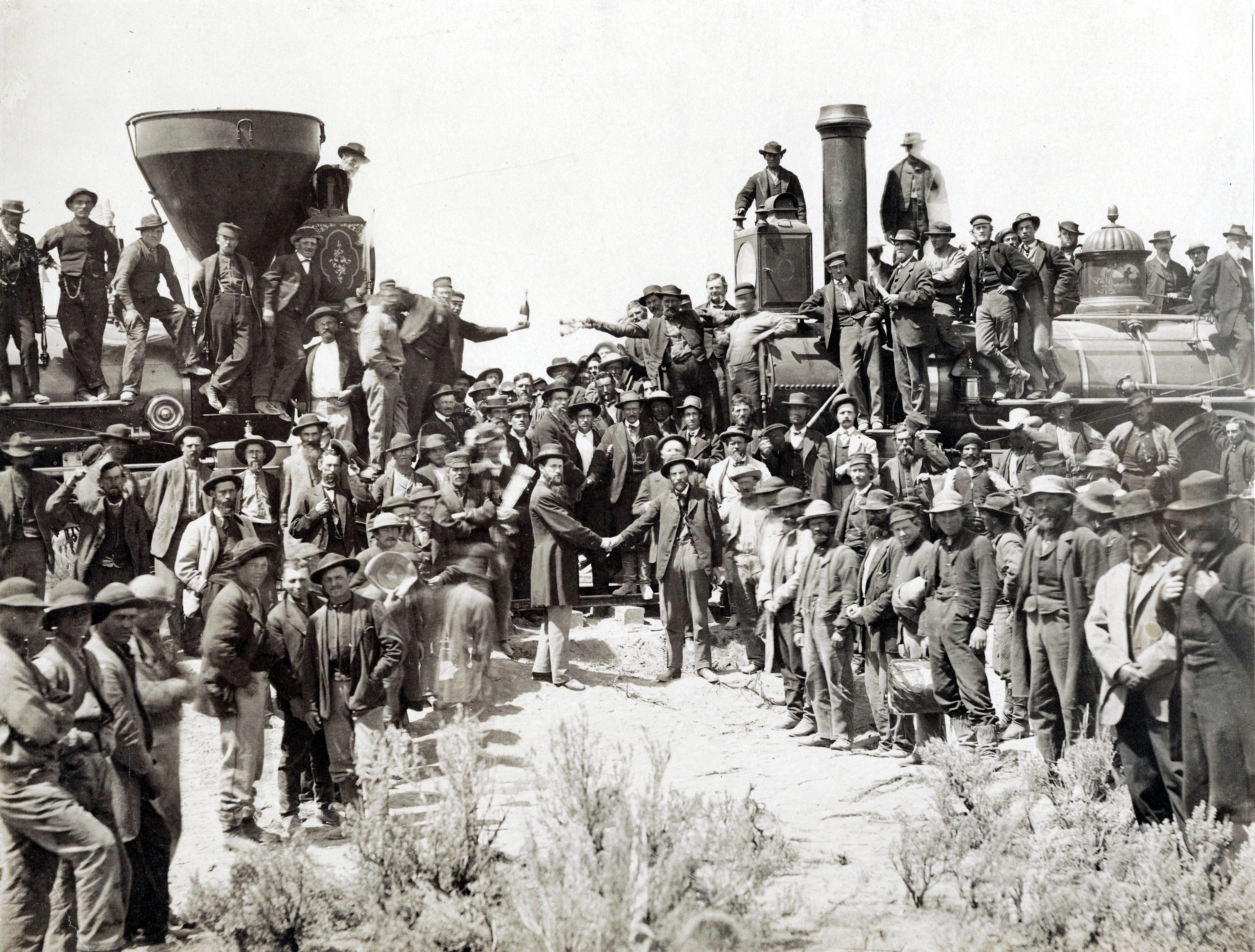
Az 1869. május 10-i ünnepség, amelyen az arany sínszeget a Promontory-csúcson, Utah államban ütötték be; az első transzkontinentális vasútvonal befejezése. Balra középen Samuel S. Montague, a Central Pacific Railroad főmérnöke, kezet fog Grenville M. Dodge-dzsal a Union Pacific Railroad főmérnökével (jobbra középen)

Grenville Mellen Dodge (Danvers, 1831. április 12. – Council Bluffs, 1916. január 3.) az Unió hadseregének vadnyugati tisztje és a katonai hírszerzés úttörő alakja volt a polgárháború idején, aki Ulysses S. Grant hírszerzési főnökeként szolgált a nyugati hadszíntéren. Számos jelentős beosztásban szolgált, többek között a XVI. hadtest parancsnoka volt az atlantai hadjárat során.
Később amerikai kongresszusi képviselő, üzletember és vasúti vezető volt, aki segített az első transzkontinentális vasútvonal építésének irányításában. Stanley P. Hirshon történész szerint Dodge "képességeinek és tevékenységeinek köre alapján" fontosabbnak tekinthető "a polgárháború utáni nemzeti életben, mint híresebb kollégái és barátai, Grant, Sherman, és Sheridan."

## Vasútépítés
Az 1865-ös hadjárat során a wyomingi Laramie-hegységben (akkoriban Black Hills néven ismerték), amikor egy háborús csapat elől menekült, Dodge rájött, hogy megtalálta a Union Pacific Railroad átjáróját a Platte folyótól nyugatra. 1866 májusában kilépett a hadseregből, és Grant és Sherman tábornokok jóváhagyásával a Union Pacific főmérnöke lett. Így vált a transzkontinentális vasútvonal építésének egyik főszereplőjévé.
Dodge feladata volt az útvonal megtervezése és a felmerülő akadályok megoldásának kidolgozása. Dodge-ot Herbert M. "Hub" Hoxie, Abraham Lincoln korábbi kinevezettje és a Union Pacific vasútvonal első 250 mérföldjének megépítésére kötött szerződés nyertese alkalmazta. Hoxie a szerződést a befektető Thomas C. Durantra ruházta át, akit később perbe fogtak, mert megpróbálta úgy manipulálni az útvonalat, hogy az megfeleljen a földbirtokainak. Ez rosszindulatú konfliktusba hozta őt Dodge-dzsal és Hoxie-val. Végül Durant egy Silas Seymour nevű tanácsadó mérnököt bízott meg azzal, hogy kémkedjen és avatkozzon bele Dodge döntéseibe.
Látva, hogy Durant egy vagyont keres, Dodge részvényeket vásárolt Durant cégében, a Crédit Mobilier-ben, amely a projekt fő kivitelezője volt. Jelentős nyereségre tett szert, de amikor Durant ügyleteinek botránya kiderült, Dodge Texasba költözött, hogy elkerülje a tanúvallomást a vizsgálat során.